# Szalona przyjaźń
Szalona przyjaźń (hindi: गोल्माल, urdu: گولمال, Golmaal) – bollywoodzka komedia wyreżyserowana w 2006 roku przez Rohit Shetty, autora Zameen. W rolach głównych Ajay Devgan, Arshad Warsi, Sharman Joshi, Tusshar Kapoor i Rimi Sen. Film był hitem w Indiach i uzyskał pozytywne recenzje. W 2008 roku wejdzie ciąg dalszy Golmaal Returns.

## Fabuła
Gopala (Ajay Devgan) wyrzucono 10 lat temu z college'u. Mimo to kręci się wciąż wokół uczelni naciągając studentów na pieniądze i podrywając dziewczyny. Razem z trójką przyjaciół Laxmanem (Sharman Joshi), Madhevem (Arshad Warsi) i niemym Lucky (Tusshar Kapoor) wyłudzając pieniądze wiodą życie próżniaków narażając się co pewien czas na pobicie przez wierzycieli. Pewnego razu uciekając przed domagającym się zwrotu długu za 4-osobowy motor zafascynowanym Sanjay Duttem właścicielem garażu, czwórka przyjaciół chowa się w willi niewidomej pary małżeńskiej. Gopal korzystając z okazji, że staruszkowie daremnie wyczekują wnuka z Ameryki, podaje się za niego. Obiboki zaczynają żyć na koszt staruszków z czasem rozsmakowując się w życiu rodzinnym, którego dotychczas niewiele zaznali.

## Obsada
- Ajay Devgan – Gopal
- Arshad Warsi – Madhav "Ceo"
- Sharman Joshi – Laxman "Dinky" – nominacja do Nagrody Filmfare dla Najlepszego Aktora Komediowego
- Tusshar Kapoor – Lucky – nominacja do Nagrody Filmfare dla Najlepszego Aktora Komediowego
- Rimi Sen – Niraali
- Paresh Rawal – Somnath
- Sushmita Mukherjee – Dadiji